# کریستین پتزولد
کریستین پتزولد (آلمانی: Christian Petzold؛ زادهٔ ۱۴ سپتامبر ۱۹۶۰) کارگردان و فیلم‌نامه‌نویس اهل آلمان است. او برای فیلم باربارا خرس نقره‌ای بهترین کارگردانی هشتاد و پنجمین جشنواره فیلم برلین را از آن خود کرد.

## فیلم‌شناسی
- اشباح
- در آتش (2023)Afire
- باربارا
- ققنوس
- ترانزیت